# Świerki (osada w województwie pomorskim)
Świerki – osada w Polsce położona w województwie pomorskim, w powiecie malborskim, w gminie Nowy Staw.